# P-Seminar
Das P-Seminar (Projekt-Seminar zur Studien- und Berufsorientierung) ist Teil der gymnasialen Oberstufe in Bayern. Es soll die Schüler bei ihrer Studien- und Berufswahl unterstützen. Ziel ist es, sie auf die Anforderungen von Hochschule und Berufswelt vorzubereiten. Die Schüler arbeiten dabei ein Jahr lang in einem Projekt mit, das gemeinsam mit außerschulischen Partnern umgesetzt wird.
Die Schüler sollen in folgenden Bereichen Erfahrungen sammeln: Methodenkompetenz, Sozialkompetenz, Selbstkompetenz und Fachkompetenz.